# Volo Capital Airlines 20
Il volo Capital Airlines 20 era un volo passeggeri di linea statunitense da Washington a Norfolk. Un Vickers Viscount in volo lungo la rotta si schiantò in una fattoria nella contea di Charles City, in Virginia, il 18 gennaio 1960. L'incidente fu il quarto incidente senza superstiti che coinvolse un Viscount in meno di due anni; i primi tre furono il volo Capital Airlines 67 (aprile 1958), il volo Capital Airlines 300 (maggio 1958) e il volo Capital Airlines 75 (maggio 1959).
L'aereo stava volando a un'altitudine di 8.000 piedi quando si imbatté in una formazione di ghiaccio, guastando due motori. Mentre il velivolo scendeva, anche gli altri due motori si guastarono, causando l'auto-schiacciamento delle eliche. I piloti tentarono, senza riuscirci, di riavviare i motori e non furono in grado di sbloccare le eliche; portarono così l'aereo in picchiata nel tentativo di forzare le eliche a muoversi come prima. Alla fine riuscirono a riavviare il motore numero quattro. Applicarono piena potenza a questo motore, facendo sì che l'aereo entrasse in una discesa circolare fino a schiantarsi contro gli alberi; al momento dell'impatto non aveva quasi nessuna velocità di propulsione. Cinque alberi rimasero conficcati nella fusoliera, ma i loro tronchi erano ancora intatti.
Una fitta nebbia aveva chiuso molti aeroporti in tutta la Virginia orientale e aveva ricoperto l'area quando l'aereo con a bordo 44 passeggeri e un equipaggio di quattro persone è atterrato in una zona paludosa vicino a Sandy Gut, un affluente del fiume Chickahominy a circa 30 miglia a sud-est di Richmond. L'aereo stava volando da Chicago a Norfolk – dove l'aeroporto era aperto – passando per Washington. Aveva lasciato Washington alle 21:40 e si era schiantato alle 23:00. La Capital Airlines di Washington identificò l'equipaggio dell'aereo a reazione come il capitano James B. Fornasero, pilota; Philip Henry Cullom, primo ufficiale; e due hostess, Diane Margaret O'Donnell e Brigitte Friede Helene Jordt.»
(New York Times, 19 gennaio 1960)
L'incidente è stato attribuito al fatto che, secondo la politica della compagnia aerea, i piloti avevano ritardato l'inserimento dei sistemi di sghiacciamento del motore nonostante volassero in condizioni di formazione di ghiaccio, facendo perdere troppa potenza ai 2 motori. Capital Airlines cambiò le sue check-list per le emergenze dopo l'incidente, cancellando l'istruzione secondo cui i piloti dovevano scendere in una zona più calda per riaccendere i sistemi e istruendoli che, a condizione che fosse stata seguita la procedura corretta, il motore poteva essere riavviato a qualsiasi altezza.